# مت دیلون
ماتئو ریموند «مت» دیلون (به انگلیسی: Matthew Raymond "Matt" Dillon) بازیگر آمریکایی زاده ۱۸ فوریه ۱۹۶۴ در نیویورک است. دیلون حرفه خود را با بازی در فیلم‌های سینمایی بیگانگان (۱۹۸۳) و ماهی جنگی (۱۹۸۳) به کارگردانی فرانسیس فورد کوپولا آغاز کرد و پس از آن در فیلم‌های تحسین‌شده ولگرد دراگ‌استورها (۱۹۸۹)، مجردها (۱۹۹۲)، قدیس قلعه واشینگتن (۱۹۹۳)، به خاطرش مردن (۱۹۹۵)، دختران زیبا (۱۹۹۶)، درون و بیرون (۱۹۹۷) و مری یه جوریه (۱۹۹۸) به نقش‌آفرینی پرداخت. در سال ۱۹۹۱، راجر ایبرت، دیلون و شان پن را به عنوان بهترین بازیگران نسل خود نام برد. دیلون برای بازی در فیلم تصادف (۲۰۰۴) کاندیدای جایزه اسکار بهترین بازیگر نقش مکمل مرد، جایزه بفتای بهترین بازیگر نقش مکمل مرد و جایزه گلدن گلوب بهترین بازیگر نقش مکمل مرد شد.

## زندگی‌نامه
دیلون در نیو راشل، نیویورک به‌دنیا آمد. مادرش مری آلن، خانه‌دار و پدرش پاول دیلون، نقاش پرتره و مربی سابق گلف در دانشگاه فوردهام بود که در سال ۲۰۱۹، در تالار مشاهیر دانشگاه ثبت شد. دیلون دومین فرزند از شش فرزند خانواده است و یک خواهر و چهار برادر دارد که یکی از آن‌ها کوین دیلون، بازیگر است. دیلون اصالتاً ایرلندی‌تبار و دارای نژادی اسکاتلندی و آلمانی است. دیلون در خانواده‌ای کاتولیک رومی و در مامارونک، نیویورک بزرگ شد.

## فیلم‌شناسی

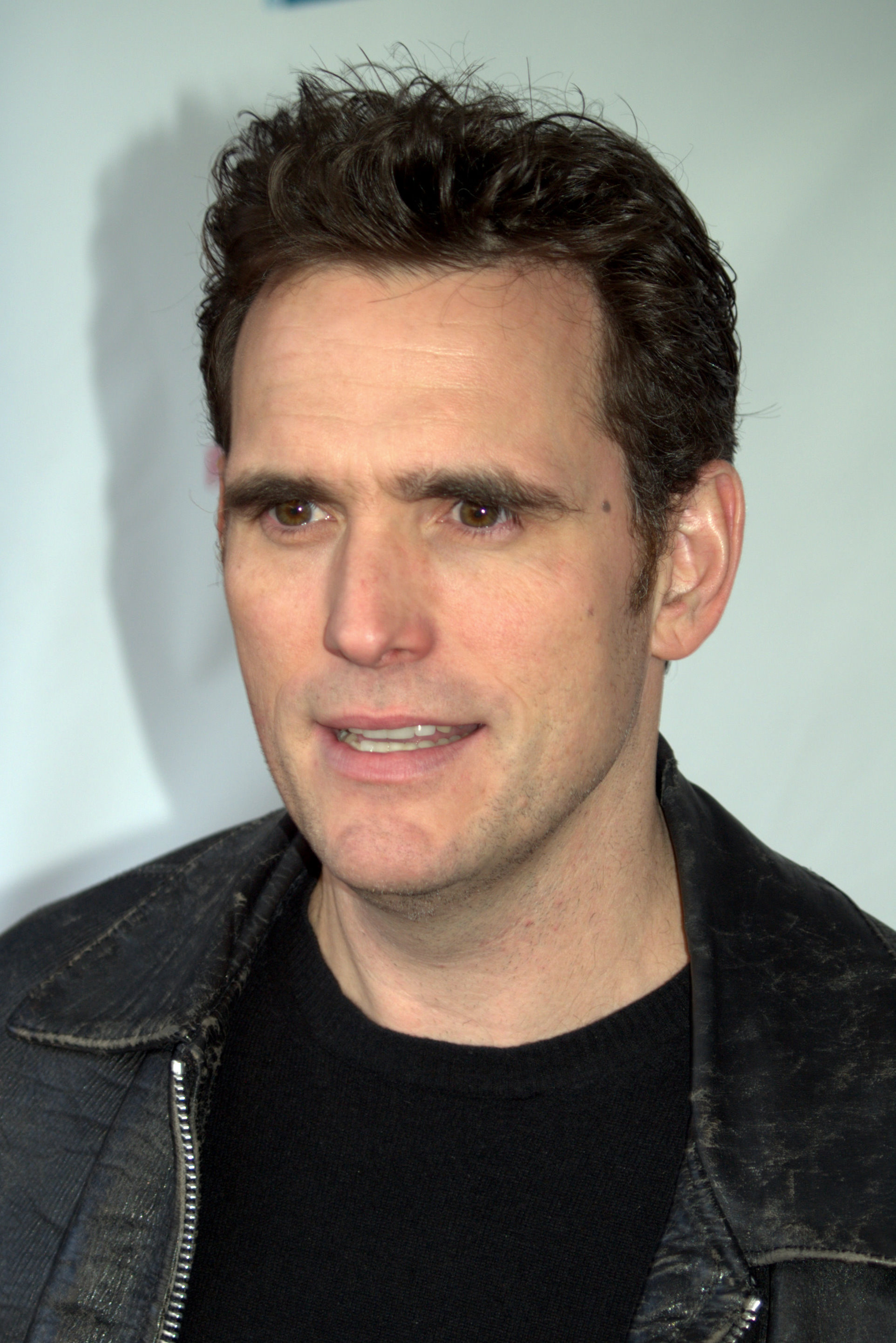
مت دیلون در جشنواره فیلم ترایبکا، سال ۲۰۰۹

### سینما
- فراتر از لبه (۱۹۷۹)
- بادیگارد من (۱۹۸۰)
- عزیزان کوچک (۱۹۸۰)
- تکس (۱۹۸۲)
- ماه دروغگو (۱۹۸۲)
- بیگانگان (۱۹۸۳)
- ماهی جنگی (۱۹۸۳)
- بچه فلامینگو (۱۹۸۴)
- هدف (۱۹۸۵)
- پسر بومی (۱۹۸۶)
- شهر بزرگ (۱۹۸۷)
- کانزاس (۱۹۸۸)
- ولگرد دراگ‌استورها (۱۹۸۹)
- سگ‌های شکاری برادوی (۱۹۸۹)
- بوسه پیش‌از مرگ (۱۹۹۱)
- مجردها (۱۹۹۲)
- قدیس قلعه واشینگتن (۱۹۹۳)
- آقای شگفت‌انگیز (۱۹۹۳)
- گلدن گیت (۱۹۹۴)
- به خاطرش مردن (۱۹۹۵)
- نورستاره فرانکی (۱۹۹۵)
- تمساح آلبینو (۱۹۹۶)
- دختران زیبا (۱۹۹۶)
- رحمت قلب من (۱۹۹۶)
- درون و بیرون (۱۹۹۷)
- مری یه جوریه (۱۹۹۸)
- جنایات جنسی (۱۹۹۸)
- یک شب در مک‌کول (۲۰۰۱)
- شیطان وحشی (۲۰۰۲)
- شهر ارواح (۲۰۰۲)
- کارمند ماه (۲۰۰۴)
- تصادف (۲۰۰۴)
- معشوق (۲۰۰۵)
- خدمتکار (۲۰۰۵)
- هربی پرواز می‌کند (۲۰۰۵)
- شما، من و دوپری (۲۰۰۶)
- هیچی بجز صداقت (۲۰۰۸)
- سگ‌های پیر (۲۰۰۹)
- زره‌دار (۲۰۰۹)
- سارقان (۲۰۱۰)
- دختر با احتمال زیاد (۲۰۱۲)
- ماجراهای دکه سمساری (۲۰۱۳)
- هنر سرقت (۲۰۱۳)
- فرزند آفتاب (۲۰۱۳)
- سرزمین بد (۲۰۱۴)
- راک داگ (۲۰۱۶)
- مرگ در سرقت مسلحانه (۲۰۱۷)
- خانه‌ای که جک ساخت (۲۰۱۸)
- به دنبال گریس (۲۰۱۸)
- ذهن سفید (۲۰۱۸)
- پروکسیما (۲۰۱۹)
- کاپون (۲۰۲۰)
- سرزمین رؤیاها (۲۰۲۱)
- رؤیاپرداز آمریکایی (۲۰۲۲)
- استروید سیتی (۲۰۲۲)

### تلویزیون
- سیمپسون‌ها (۲۰۰۷)
- خانواده مدرن (۲۰۱۱)
- ویوارد پاینز (۲۰۱۵)

## بخشی از جوایز
- کاندیدای جایزه اسکار بهترین بازیگر نقش مکمل مرد برای فیلم تصادف در سال ۲۰۰۵
- کاندیدای جایزه بفتای بهترین بازیگر نقش مکمل مرد برای فیلم تصادف در سال ۲۰۰۶
- کاندیدای جایزه گلدن گلوب بهترین بازیگر نقش مکمل مرد برای فیلم تصادف در سال ۲۰۰۶
- برنده جایزه انجمن منتقدان فیلم منطقه واشینگتن، دی.سی. بهترین اجرای گروهی بازیگران برای فیلم تصادف در سال ۲۰۰۶
- کاندیدای جایزه بلک ریل بهترین اجرای گروهی بازیگران برای فیلم تصادف در سال ۲۰۰۶
- کاندیدای جایزه امپایر بهترین بازیگر برای فیلم تصادف در سال ۲۰۰۶
- کاندیدای جایزه انجمن منتقدان فیلم شیکاگو بهترین بازیگر نقش مکمل مرد برای فیلم تصادف در سال ۲۰۰۶
- کاندیدای جایزه ساترن بهترین بازیگر نقش اول مرد در تلویزیون برای سریال ویوارد پاینز در سال ۲۰۱۶
- کاندیدای جایزه بودیل بهترین بازیگر نقش اول مرد برای فیلم خانه‌ای که جک ساخت در سال ۲۰۱۹